# Thân vương Munetaka
Thân vương Munetaka (tiếng Nhật: 宗尊親王, 15 tháng 12 năm 1242 — 2 tháng 9 năm 1274) là Tướng quân thứ sáu của Mạc phủ Kamakura ở Nhật Bản, nắm quyền từ năm 1252 đến năm 1266.